# Kind of Blue
Treść tego artykułu może nie być zgodna z zasadami neutralnego punktu widzenia.
Dokładniejsze informacje o tym, co należy poprawić, być może znajdują się w dyskusji tego artykułu.
 Po wyeliminowaniu niedoskonałości należy usunąć szablon {{Dopracować}} z tego artykułu.
Kind of Blue – album muzyczny Milesa Davisa wydany w 1959 roku. Zapoczątkował epokę jazzu modalnego.
W 2003 album został sklasyfikowany na 12. miejscu listy 500 albumów wszech czasów dwutygodnika „Rolling Stone”. Na liście 100 najlepszych albumów jazzowych został sklasyfikowany na 1. miejscu.

## Powstanie
Jak to miał w zwyczaju, Davis zwołał wszystkich członków zespołu do studia nagraniowego. Nie mieli oni pojęcia, co będą nagrywać. Sam Davis miał zaledwie kilka akordów i pomysłów na melodię. Muzycy rozstawili instrumenty, Davis dał wszystkim wskazówki dotyczące każdego z utworów i zaczęli nagrywać. Ta praktyka przyjęła się również podczas nagrywania albumu Bitches Brew. Davis uważał, że dawanie wskazówek i robienie niewielkiej próby, albo rezygnowanie z niej kazało muzykom skupić się bardziej na utworach i innych członkach zespołu. I chociaż rezultaty były imponujące, legenda, jakoby cały album został nagrany za jednym podejściem, jest nieprawdziwa. Tylko „Flamenco Sketches” udało się nagrać w całości za pierwszym razem.
Album ten jest jednym z najdoskonalszych przykładów zbiorowej improwizacji utrzymanej jeszcze w ramach tonalności.
- „So What” jest utworem 16-taktowym rozwijającym się ze wstępu na bas i perkusję w wolnym (ang. free) stylu.
- „Freddie Freeloader” jest 12-taktowym bluesem, który wywiera wrażenie dzięki swojej prostocie.
- „Blue in Green” rozpoczyna się jako utwór 4-taktowy jednak wkrótce staje się 10-taktowcem o specyficznej kolistej formie.
- „Flamenco Sketches” – ewidentne przygotowanie do albumu Sketches of Spain – jest 12-taktowym bluesem jednak utrzymanym w rytmie na 6/8.
- „All Blues” to 12-taktowy blues w metrum 6/8 z czterotaktową wstawką na akordzie G7 występującą po każdym solo.

Album Kind of Blue nagrany został w momencie, kiedy odbiorcy oczekiwali zmian. Big bandy gwałtownie traciły popularność. Wydawało się, że bebop się skończył. Album Davisa został wydany w tym samym roku, kiedy nagrana została rewolucyjna płyta Ornette’a Colemana The Shape of Jazz to Come, która wyniosła jazz poza bebop.
Kind of Blue stał się najlepiej sprzedającym albumem w karierze Milesa Davisa.
W 2009 roku z okazji pięćdziesiątej rocznicy powstania płyty pojawiło się jubileuszowe wznowienie: „Kind of Blue: 50th Anniversary Collector’s Edition”.
W 2023 nagrania w Polsce uzyskały status dwukrotnie platynowej płyty.

## Muzycy
- Miles Davis – trąbka
- Cannonball Adderley – saksofon altowy
- John Coltrane – saksofon tenorowy
- Wynton Kelly – fortepian (tylko na Freddie Freeloader)
- Bill Evans – fortepian
- Paul Chambers – kontrabas
- Jimmy Cobb – perkusja

## Lista utworów
| 1. | "So What"                                                                 | 9:22  |
|    |                                                                           |       |
| 2. | "Freddie Freeloader"                                                      | 9:46  |
|    |                                                                           |       |
| 3. | "Blue in Green"                                                           | 5:37  |
|    |                                                                           |       |
| 4. | "All Blues"                                                               | 11:33 |
|    |                                                                           |       |
| 5. | "Flamenco Sketches"                                                       | 9:26  |
|    |                                                                           |       |
| 6. | "Flamenco Sketches (alternatywna wersja)" (brak na oryginalnym longplayu) | 9:32  |
|    |                                                                           |       |
|    |                                                                           | 55:16 |
|    |                                                                           |       |

## Miejsca na listach przebojów
- Billboard Music Charts (Ameryka Północna)

1977 Jazz Albums	 No. 37
1987 Top Jazz Albums	 No. 10
2001	 Top Internet Albums	 No. 14